# بوكوتيا
بوكوتيا (بالأوكرانية: Покуття)‏؛ (بالبولندية: Pokucie)‏؛ (بالألمانية: Pokutien)‏؛ (بالرومانية: Pocuția)‏ هي منطقة تاريخية في شرق ووسط أوروبا، تقع بين نهري دنيستر وتشيريموش وجبال الكاربات، في الجزء الجنوبي الغربي من أوكرانيا الحديثة.